# Febre da carraça africana
A febre da carraça africana é uma infecção bacteriana transmitida pela picada de uma carraça. Os sintomas mais comuns são febre, dores de cabeça, dores musculares e erupções cutâneas. O local da picada apresenta-se preto, com a pele em redor vermelha e dorida. Os sintomas começam-se a manifestar 4 a 10 dias após a picada. Embora as complicações sejam raras, pode ocorrer artrite reativa, uma inflamação das articulações. Em alguns casos as pessoas não manifestam sintomas.
A doença é causada pela bactéria Rickettsia africae. A bactéria é transmitida pela picada de carraças do tipo Amblyomma. Este tipo de carraças geralmente vive em ervas altas ou arbustos, sendo rara em cidades. O diagnóstico geralmente baseia-se nos sintomas, podendo ser confirmado por  cultura microbiológica, reação em cadeia da polimerase ou imunofluorescência.
Não existe vacina. A prevenção consiste em evitar as picadas de carraças cobrindo a pele, usando repelentes de insetos com DEET ou usando vestuário tratado com permetrina. Há poucos estudos sobre a eficácia dos tratamentos. O antibiótico doxiciclina aparenta ser benéfico. Podem também ser administrados cloranfenicol e azitromicina. No entanto, a doença tende a resolver-se sem tratamento.
A doença é endémica na África subsariana, nas Índias Ocidentais e na Oceania. É relativamente comum entre as pessoas que viajam para a África subsariana. A maior parte das infeções ocorre entre os meses de novembro e abril. Podem ocorrer surtos da doença. As primeiras descrições da doença datam de 1911. A febre da carraça africana é um tipo de febre botonosa. Antigamente era confundida com a febre botonosa mediterrânea.